# Niekerk (Westerkwartier)
Pour les articles homonymes, voir Niekerk.
Niekerk (en groningois : Nijkèrk) est un village de la commune néerlandaise de Westerkwartier, situé dans la province de Groningue. 

## Géographie
Le village est situé à 12 km à l'ouest de Groningue.

## Histoire
Niekerk fait partie de la commune d'Oldekerk avant le 1er janvier 1990, date à laquelle elle est rattachée à celle de Grootegast. Le 1er janvier 2019, celle-ci est à son tour rattachée à la nouvelle commune de Westerkwartier.

## Démographie
Le 1er janvier 2018, le village comptait 1 390 habitants.